# Angol U21-es labdarúgó-válogatott
Az Angol U21-es labdarúgó-válogatott Anglia 21 éven aluli labdarúgó-válogatottja, melyet az Angol labdarúgó-szövetség irányít. A játékosok 21. életévüket még nem haladták meg, és képviselik Angliát a FIFA és az UEFA 21 év alattiaknak megrendezett bajnokságokon. A játékosok egyaránt játszhatnak az U21-es vagy a felnőtt válogatottban, mint Kieran Richardson, Darren Bent és Theo Walcott, de lehetséges az is, hogy egy U21-es válogatott játékos később más nemzet csapatában játszik, ilyen például Nigel Quashie, aki az angol U21-esek közül a skót válogatottba került.
A válogatott első mérkőzését 1976-ban játszotta a Molineux stadionban Wales ellen. Az eredmény 0–0 lett. A válogatottnak nincs kijelölt hazai pályája, Anglia egész területén játszanak. 2007. március 24-én rekordszámú, 60 000 néző tekintette meg az Anglia–Olaszország mérkőzést az új Wembley Stadion avatásán. Ez a nézőszám egyben világrekord is U21-es mérkőzések tekintetében.

## U21-es labdarúgó-Európa-bajnokság
- 1978: Elődöntő
- 1980: Elődöntő
- 1982: Aranyérmes
- 1984: Aranyérmes
- 1986: Elődöntő
- 1988: Elődöntő
- 1990: nem jutott ki
- 1992: nem jutott ki
- 1994: nem jutott ki
- 1996: nem jutott ki
- 1998: nem jutott ki
- 2000: Csoportkör
- 2002: Csoportkör
- 2004: nem jutott ki
- 2006: nem jutott ki
- 2007: Elődöntő
- 2009: Ezüstérmes
- 2011: Csoportkör
- 2013: Csoportkör
- 2015: Csoportkör
- 2017: Elődöntő
- 2019: Csoportkör
- 2021: Csoportkör

## Olimpiai szereplés
- 1992: Nem indult
- 1996: Nem indult
- 2000: Nem indult
- 2004: Nem indult
- 2008: Nem indult
- 2012: 5. hely (Nagy-Britannia néven)
- 2016: Nem indult
- 2020: Nem indult

## Keret
Az angol válogatott kerete az U21-es labdarúgó-Európa-bajnokság mérkőzéseire.

### Jelenlegi keret
A 2021. március 24-i állapotnak megfelelően.
| Szám | Poszt       | Név                | Születési dátum (kor)          | Válogatottság | Gólok | Klub                                 |
| ---- | ----------- | ------------------ | ------------------------------ | ------------- | ----- | ------------------------------------ |
| 1    | kapus       | Aaron Ramsdale     | 1998. május 14. (26 éves)      | 9             | 0     | Sheffield United FC                  |
| 13   | kapus       | Josef Bursik       | 2000. július 12. (24 éves)     | 1             | 0     | Stoke City FC                        |
| 22   | kapus       | Joshua Griffiths   | 2001. szeptember 5. (23 éves)  | 0             | 0     | Cheltenham Town FC (kölcsönben)      |
|      |             |                    |                                |               |       |                                      |
| 2    | hátvéd      | Max Aarons         | 2000. január 4. (25 éves)      | 7             | 0     | Norwich City FC                      |
| 3    | hátvéd      | Lloyd Kelly        | 1998. október 6. (26 éves)     | 7             | 0     | AFC Bournemouth                      |
| 4    | hátvéd      | Ben Godfrey        | 1998. január 15. (27 éves)     | 5             | 1     | Everton FC                           |
| 5    | hátvéd      | Marc Guehi         | 2000. július 13. (24 éves)     | 8             | 0     | Swansea City AFC (kölcsönben)        |
| 11   | hátvéd      | Ryan Sessegnon     | 2000. május 18. (24 éves)      | 16            | 1     | TSG 1899 Hoffenheim (kölcsönben)     |
| 12   | hátvéd      | Ben Wilmot         | 1999. november 4. (25 éves)    | 1             | 0     | Watford FC                           |
| 14   | hátvéd      | Steven Sessegnon   | 2000. május 18. (24 éves)      | 3             | 0     | Bristol City FC (kölcsönben)         |
| 15   | hátvéd      | Japhet Tanganga    | 1999. március 31. (25 éves)    | 0             | 0     | Tottenham Hotspur FC                 |
|      |             |                    |                                |               |       |                                      |
| 6    | középpályás | Tom Davies         | 1998. június 30. (26 éves)     | 19            | 1     | Everton FC                           |
| 8    | középpályás | Conor Gallagher    | 2000. február 6. (25 éves)     | 5             | 1     | West Bromwich Albion FC (kölcsönben) |
| 16   | középpályás | Oliver Skipp       | 2000. szeptember 16. (24 éves) | 5             | 0     | Norwich City FC (kölcsönben)         |
| 17   | középpályás | Curtis Jones       | 2001. január 30. (24 éves)     | 3             | 1     | Liverpool FC                         |
| 18   | középpályás | Emile Smith Rowe   | 2000. július 28. (24 éves)     | 0             | 0     | Arsenal FC                           |
| 20   | középpályás | Eberechi Eze       | 1998. június 29. (26 éves)     | 2             | 0     | Crystal Palace FC                    |
| -    | középpályás | Todd Cantwell      | 1998. február 27. (27 éves)    | 3             | 0     | Norwich City FC                      |
|      |             |                    |                                |               |       |                                      |
| 9    | csatár      | Eddie Nketiah      | 1999. május 30. (25 éves)      | 10            | 12    | Arsenal FC                           |
| 10   | csatár      | Callum Hudson-Odoi | 2000. november 7. (24 éves)    | 4             | 2     | Chelsea FC                           |
| 19   | csatár      | Rhian Brewster     | 2000. április 1. (24 éves)     | 8             | 0     | Sheffield United FC                  |
| 21   | csatár      | Dwight McNeil      | 1999. november 22. (25 éves)   | 3             | 0     | Burnley FC                           |
| 23   | csatár      | Noni Madueke       | 2002. március 10. (23 éves)    | 0             | 0     | PSV Eindhoven                        |

## A csapat kapitányai
- 1977–1990: Dave Sexton
- 1990–1993: Lawrie McMenemy
- 1994–1996: Dave Sexton
- 1996-1999: Peter Taylor
- 1999:         Peter Reid
- 1999-2001: Howard Wilkinson
- 2001-2004: David Platt
- 2004-2007: Peter Taylor
- 2007-2013: Stuart Pearce
- 2012: Brian Eastick
- 2013: Roy Hodgson
- 2013-2016: Gareth Southgate
- 2016-: Aidy Boothroyd